# Spirama glaucescens
Spirama glaucescens är en fjärilsart som beskrevs av Butler 1893. Spirama glaucescens ingår i släktet Spirama och familjen nattflyn. Inga underarter finns listade i Catalogue of Life.